# Mesorhaga ornatipes
Mesorhaga ornatipes är en tvåvingeart som beskrevs av Van Duzee 1932. Mesorhaga ornatipes ingår i släktet Mesorhaga och familjen styltflugor.
Artens utbredningsområde är Kuba. Inga underarter finns listade i Catalogue of Life.